# たけまる商店・営業中
たけまる商店営業中！（たけまるしょうてん・えいぎょうちゅう）は、MBCラジオで放送されている日曜日の生放送のラジオ番組。

## 概要
- 桂竹丸を店主（メインパーソナリティー）に、大隅半島の地域の話題情報から落語家のお仲間のお話、芸能界のマル秘エピソードまで飛び出す華やかな生放送、店主の厳しい講評が入る「日曜なぞかけ」には毎週投稿が数多く寄せられている。（『立川生志の世の中こげん面白かばい！』(RKBラジオ)がスタートするまで）長らく真打の落語家がメインパーソナリティーのローカルラジオが九州で他になかったため、メッセージや投稿は県内にとどまらず、宮崎県・熊本県いわば南九州一帯のリスナーから寄せられることがある。
- 竹丸も出演したことがある『笑点』とは無関係。
- 2019年日本民間放送連盟賞 ラジオ生ワイド番組部門 優秀賞を受賞している。受賞理由は「屋久島で50年に１度の記録的大雨が観測されるなか、通常の生ワイド放送を維持しつつ、屋久島からの中継などを交え、大雨に対する情報を臨機応変に提供し続けた」[1][2]ものである。

## 放送時間
- 毎週日曜　10:30-12:50（特番が入る場合はその都度短縮、あるいは休止）

## 出演者
※は元ポニーメイツ、太字は南日本放送現職アナウンサー。

現在
- 桂竹丸: 店主（メインパーソナリティ）
- 赤岩瞳：6代目看板娘、（アシスタント）。愛称は女将、店主に気に入られて入店。※
- 薗田彩：「ミスミ・ミュージック・スパーク!」生中継レポーター。店主に気に入られて入店。※

過去
- 木戸宏実：初代看板娘（-2007.3）当時はMBCアナウンサー。人事異動で降板。
- 早稲田裕美子：2・4代目看板娘（2007.4-2007.12、2009.4-2012.12）2度とも産休。
- 美坂理恵：3代目看板娘（2008.1-3）
- よし俣とよしげ：2008.4-2009.3
- 福留知恵：「お昼だ！トメリク」生中継レポーター（2013.1-2014.3）※
- 神田国光：「カンちゃんのGo!Go!ファミリー」生中継レポーター
- 米澤瑠美：（2013.1-）5代目看板娘以前は生中継レポーター。※

## 番組進行と各コーナー
- 10:30　開店
- 10:40　たけまるあれこれ:竹丸師匠に寄席や落語に関するあれこれを教えてもらうコーナー。

- 11:00 ミスミ・ミュージック・スパーク！
  - 11:00 連想リクエスト：11時台冒頭で発表されるキーワードに関するリクエスト曲を掛けていくコーナー。
  - 11:35 ミスミ探検隊：レポーターの薗田が毎週、ミスミグループの各店舗などから突撃レポート。
- 11:50　MBC50ニュース
- 12:00 女将の耳よりトピックス :  看板娘の赤岩が地域の情報や商品を紹介するコーナー。

- 12:10 日曜なぞかけ（「みなみなサンデー」時代からのコーナー)
- 12:30 歌のある歌謡曲 :  店主がお勧めの一曲と、まつわるエピソードを紹介。
- 12:49　閉店

## 備考
- 前身番組（みなみなサンデー）は天文館7FのMMホールからの公開生放送であった。野口たくおと3人体制。
- 2008.3までは、10:30-16:50の生ワイド形式の番組であった。
- 店主が親友であると公言する松山千春の生情報がよく披露されることがある。
- 2010.1.10より奄美大島のFMうけんで、2012.4.29より同島のエフエムせとうちで、しばらく11:00-11:50に同時ネットされた事があった。